# 크림 천체물리 관측소
크림 천체물리 관측소(Кримська астрофізична обсерваторія , Kryms'ka astrofizytchna observatoria)는 우크라이나의 크림반도에 있는 물리 관측소이다. 천문학에 대해서 주로 연구하는 관측소이다.

## 설명
크림 천체물리 관측소(CrAO, obs. 코드: 095)는 크림반도 중부에 위치한 도시인 바흐치사라이 근처의 나우치니 연구 캠퍼스에 위치해 있다. 크림 천체물리 관측소는 종종 단순히 위치로 불리고 캠퍼스 이름인 그림-나우츠니즈는 여전히 다른 외계 행성들이나 소행성들을 발견하기 위해 세계적으로 가장 많이 발견되는 장소 중 하나이다. 크림 천체물리 관측소는 또한 1947년부터 시작하여 크림 천체물리 관측소 회보를 1977년에 영어로 발행하고 있다. 크림 천체물리 관측소의 시설 중에 하나인 시메이즈 천문대란 시설(IAU 코드 095)은 1950년대 중반부터 나우치니 정착지에 위치해 있으며 그 이전에는 시메이즈 근처의 남쪽에 있었다. 후자의 시설들은 여전히 사용되고 있으며 크림 천체물리 관측소-시메이즈(IAU 코드 094)라고 불린다.

## 같이 보기
- 천문학
- 관측소